# Дивоптах-шилодзьоб чорний
Дивоптах-шилодзьоб чорний (Epimachus fastosus) — вид горобцеподібних птахів родини дивоптахових (Paradisaeidae).

## Поширення
Ендемік Нової Гвінеї. Трапляється у гірських районах на заході та у центрі острова. Мешкає в первинних гірських тропічних лісах на висотах між 1280 і 2550 м над рівнем моря.

## Опис
Тіло завдовжки 55-63 см, вагою 160—318 г. У самців є довгий хвіст, який може сягати 50 см завдовжки. Таким чином загальна довжина самця може сягати 110 см, і вид є одним з найбільших представників родини. Самиці мають коричнево-помаранчевий лоб і верхівку голови; плечі, крила, спина і хвіст каштанові; щоки і горло темно-коричневі; груди, живіт і підхвістя сіро-білі з одинарними перами, окантованими чорним кольором. Самці мають повністю чорне оперення з фіолетовими відблисками, за винятком області між очима та вухами, кінчиками пір'я боків (видовженими та еректильними), які мають блискучий блакитний та зелений колір. Очі у самця червоні, а у самиці — карі.

## Спосіб життя
Трапляється поодинці. Більшу частину життя проводить під пологом лісу, де шукає поживу. Живиться комахами, іншими безхребетними, дрібними хребетними та плодами дерев.
Період спаровування приблизно збігається з сезоном дощів, який триває між листопадом і лютим. Полігамний вид. Самці токують, щоб залучити якомога більше самиць. Залицяння складається з двох фаз: в першій, самці розташовуються на товстій розчищеній гілці, з якої співом закликають самиць. Помітивши самицю, вони розпушують пір'я та демонструють бличкуче оперення на грудях. Після спаровування самці не цікавляться потомством.

## Підвиди
Містить три підвиди:
- Epimachus fastosus fastosus, поширений на півострові Доберай;
- Epimachus fastosus atratus (Rothschild & Hartert, 1911), поширений у Центральній Кордильєрі;
- Epimachus fastosus ultimus Diamond, 1969, поширений у горах Торрічеллі та Бевані.